# Nováczky András
Nováczky András (Pest, 1796 – Vác, 1871. április 2.) bölcseleti doktor, vác-egyházmegyei áldozópap, akadémiai hittanár, egyetemi tanár.

## Életútja
Felszenteltetett 1818-ban; 1822-től Budán a gimnáziumban volt hittanár és hitszónok. 1832-ben a pesti egyetemen a bölcselet helyettes tanára; 1833-ban helyezték át Nagyváradra akadémiai hittanárnak és hitszónoknak, mely állásától 1846. május 12-én fölmentették. Bihar megye táblabírája volt. 

## Munkái
- Névnapi hódolás mellyet fels. császári s magyar és cseh országi királyi örökös és ausztriai főherczegnek Józsefnek Magyarország nádorának stb. 1829. eszt. böjt-más hava 19-kére a budai kir. fő-oskolák nevében szentelt. Buda, 1829.
- Versezet mellyet Cziráki és Dienesfalvai gróf Cziráky Antal úrnak, midőn 1829-dik eszt. bőjt-más havának 2-kán a m. kir. universzitás elől ülőjévé be-iktattatna, szentelt a budai kir. főgymnazium. Buda, 1829.
- Ft. és Mélt. Peitler Antal József úr váczi megyés püspök… 1859. év 17. juliusán püspöki székébe iktatása alkalmára. Vácz, 1859. (Költ.).